# Ulica Grochowska w Warszawie

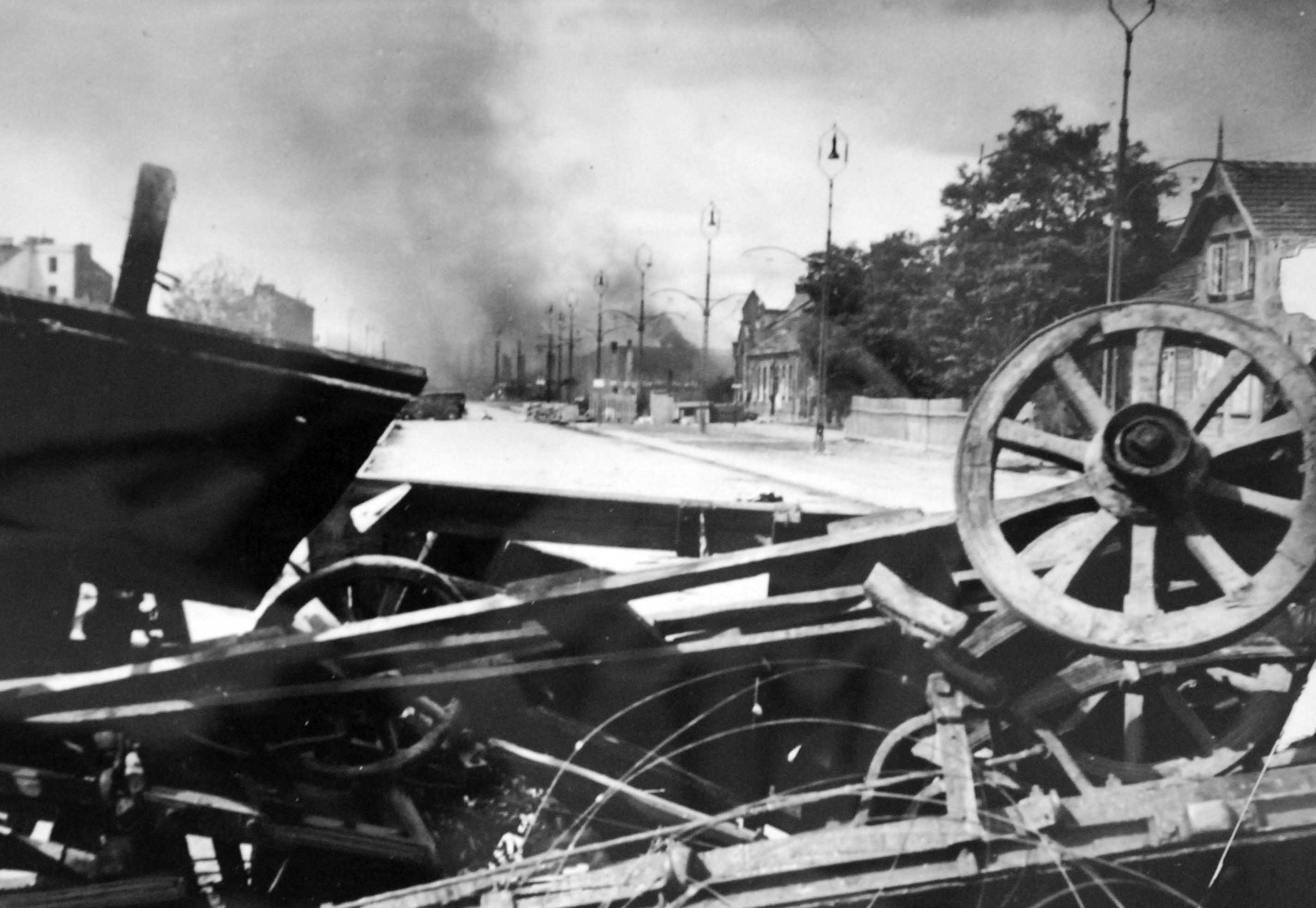
Barykada na ulicy Grochowskiej w rejonie ulicy Karczewskiej podczas obrony Warszawy we wrześniu 1939

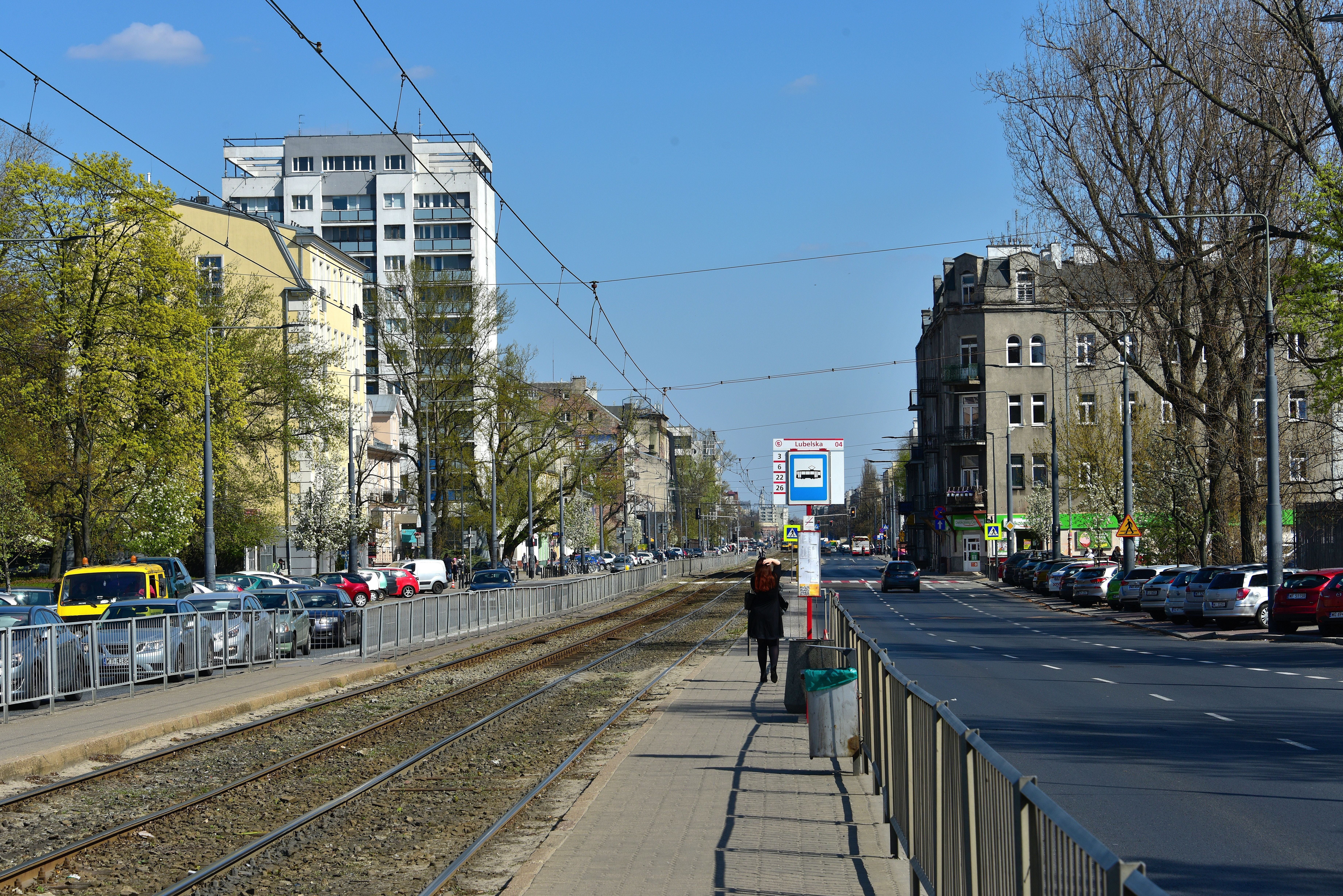
Ulica na wysokości ul. Lubelskiej

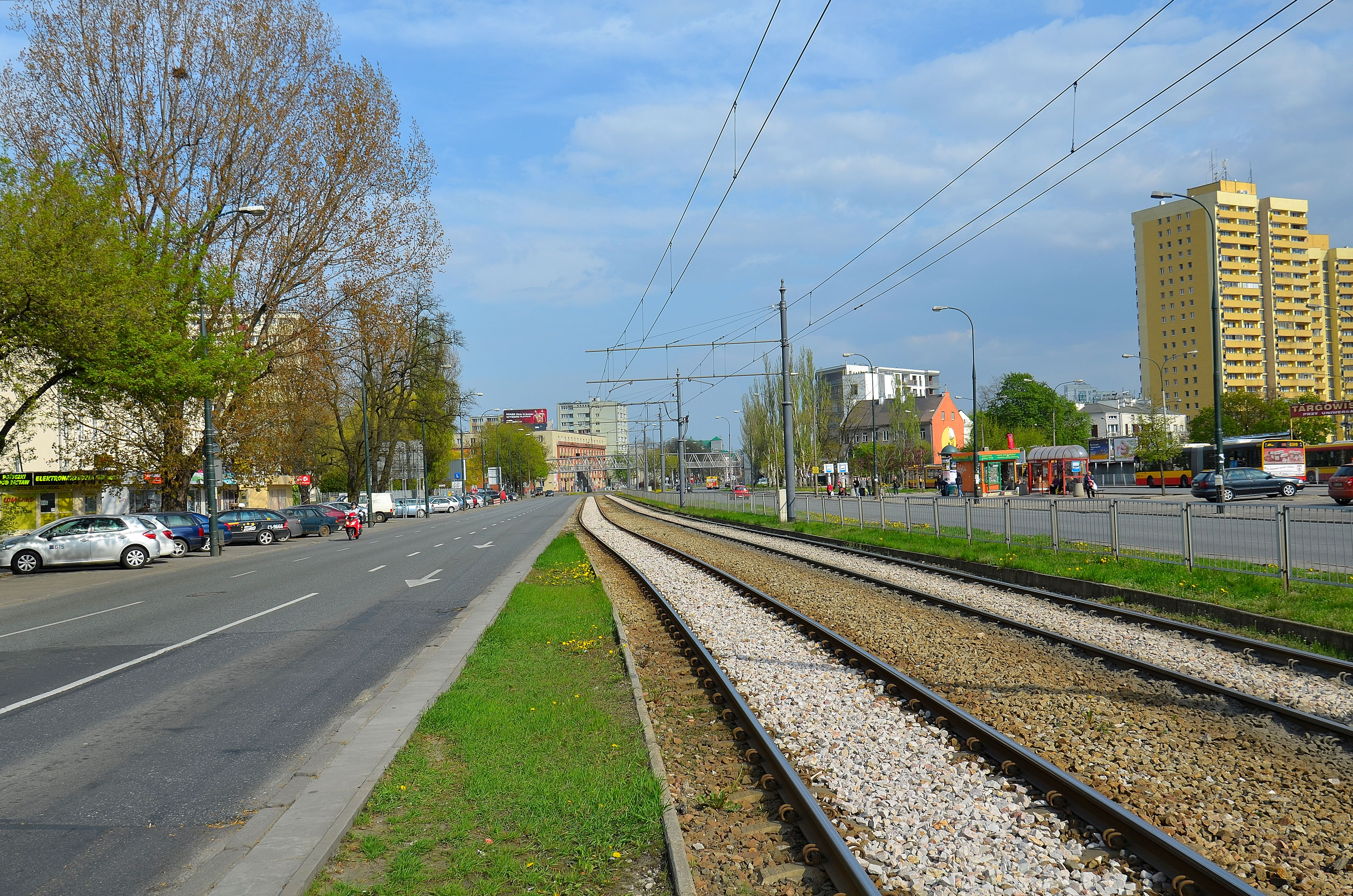
Ulica Grochowska, widok z ronda Wiatraczna w kierunku wschodnim

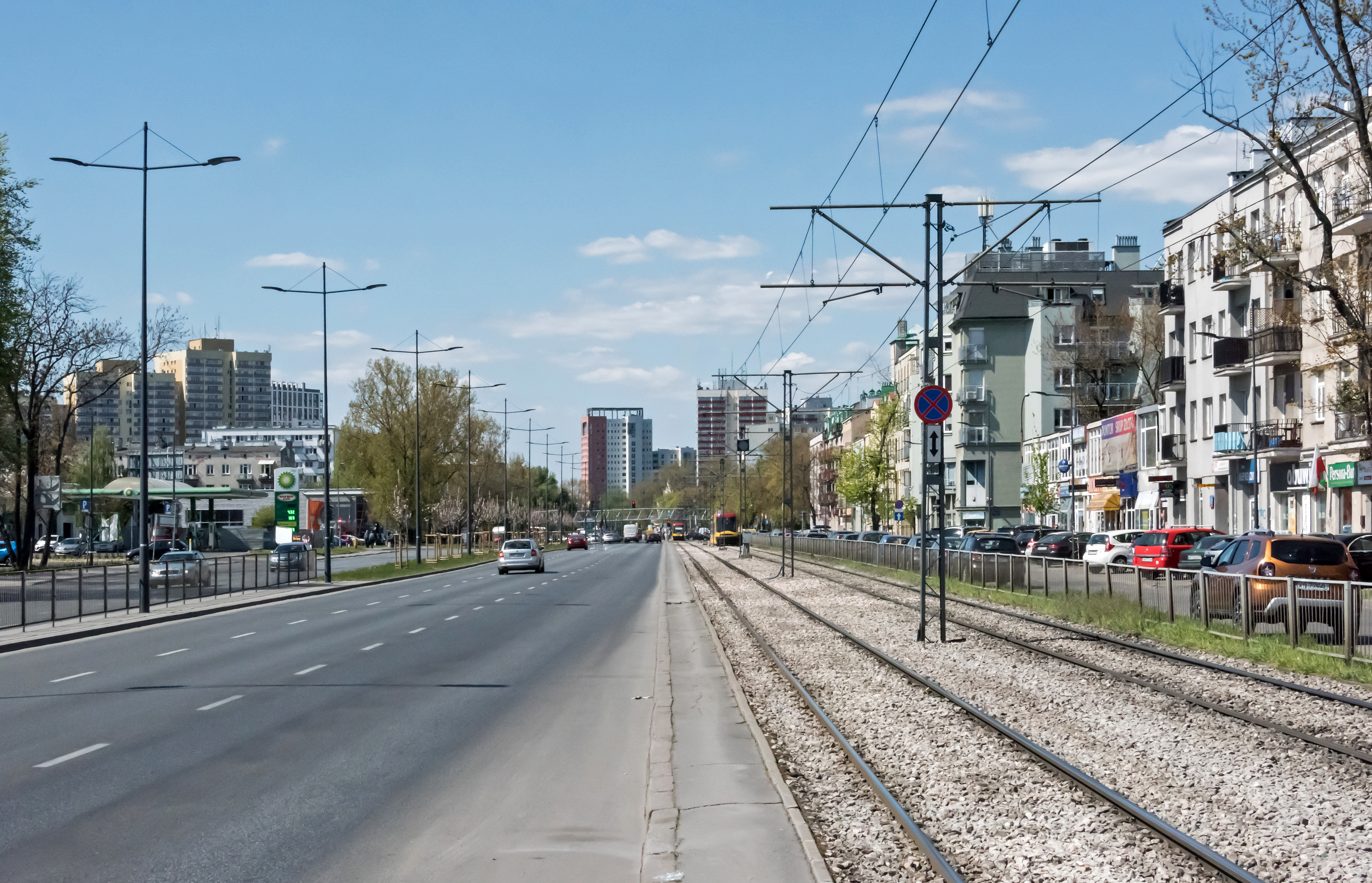
Ulica przy placu Szembeka, widok w kierunku ronda Wiatraczna

Ulica Grochowska – ulica w dzielnicy Praga-Południe w Warszawie.

## Historia
Ulica powstała jako droga do Brześcia, przekształcona w początkach XIX wieku w brukowany trakt. Jego budowę ukończono w 1823, co upamiętnia żeliwny obelisk ustawiony w rejonie ul. Siennickiej.
W pierwszej połowie XIX wieku zabudowę ulicy stanowiły drewniane chałupy, domy, dworki i pałacyki; do najwcześniej wzniesionych należał zapewne murowany dwór między dzisiejszymi ulicami Nasielską i Wspólna Droga; wzniesiono go może jeszcze u schyłku XVIII wieku. Równie wiekowy jest zachowany do dziś dworek pod nr. 64/66, który wzniósł tu dla siebie prymas Michał Poniatowski. Bliższy rogatkom i wsi Kamionek końcowy odcinek ulicy miał wówczas wyłącznie drewnianą zabudowę; najwcześniejszym na nim świadectwem działalności człowieka jest Cmentarz Kamionkowski, czynny od końca XIII wieku. W 1656 ogień strawił stojący niegdyś w sąsiedztwie cmentarza kościół pw. św. Stanisława Biskupa; sam cmentarz był czynny do 1887. Kolejny cmentarz dawnego Kamionka należał do staroobrzędowców; powstał w pierwszym dwudziestopięcioleciu XIX wieku. Pomniki w formie piaskowcowych trumien na katafalkach po 1960 przeniesiono na cmentarz prawosławny na Woli, nie odtwarzając ich pierwotnej formy.
Od 1850 przy Trakcie Moskiewskim jak ówcześnie zwano Grochowską, pojawiły się pierwsze zakłady wytwórcze: od 1852 Jan Hoch „we wsi Grochowie” wytwarzał świece i mydło, nieopodal działała garbarnia niejakiego Jeromina. Niewielka fabryka mydła Franciszka Mätza działała od 1887 pod dzisiejszym nr 212; kolejnym reprezentantem tej branży był Mosze Wysocki, prowadzący wytwórnię w okolicy dzisiejszego ronda Wiatraczna.
Jednym z największych zakładów była działająca u zbiegu z ul. Terespolską wytwórnia Towarzystwa Akcyjnego Fabryki Wstążek Gumowych i Taśm wybudowana w 1886 przez Ryszarda Zieglera i J. Jägera.
W 1891 przyłączono do Warszawy fragment Grochowskiej między ulicami Lubelską i Podskarbińską; usypano nowy wał i nowe rogatki miasta.
W latach 1899–00 według projektu Władimira Pokorowskiego wzniesiono zabudowania Instytutu Weterynaryjnego; lokalizację tę uzasadniało istnienie targu na bydło w miejscu dzisiejszego parku im. Obwodu Praga Armii Krajowej.
4 stycznia 1901 ulicą pojechała po raz pierwszy Kolej Jabłonowska.
Na przełomie stuleci powstały murowane domy mieszkalne przy „miejskim” odcinku ulicy. Dopiero po 1910 pierwsze kamienice czynszowe, zachowane w większości do dziś. Ich budowa zbiegła się w czasie z drugim etapem rozwoju przemysłu w dzielnicy. Od 1911 przy Grochowskiej działał znany zakład elektrotechniczny Bracia Borkowscy, Fabryka Elektrotechniczna B. Petscha, wykupiona później przez Ministerstwo Poczt i Telegrafów oraz Wytwórnia Sprzętu Spawalniczego „Perun” S. A., powstała z połączenia francuskiej firmy L'air Liqide z Towarzystwem Akcyjnym Fabryk Tlenu i Aparatów „Perun” z Petersburga.
W 1919 na terenie o powierzchni ok. 30 ha znajdującym się przy ul. Grochowskiej 33/41 (z adresem ul. Witolińska 43) powstała żydowska ferma rolnicza (kibuc) przygotowująca Żydów do emigracji do Palestyny. Młodzi Żydzi uczyli się tam uprawy ziemi. Gospodarstwo funkcjonowało do września 1939, zostało reaktywowane w 1940 i ponownie zamknięte w 1942. Próba wznowienia działalności w 1945 nie powiodła się. Obecnie w tym miejscu znajdują się m.in. bloki mieszkalne osiedla Ostrobramska.
Lata dwudzieste przyniosły niewiele nowych budynków mieszkalnych. W 1929 według projektu Konstantego Sylwina Jakimowicza rozpoczęła się budowa kościoła Matki Boskiej Zwycięskiej. Kościół wzniesiony na terenie dawnego cmentarza jest tylko dwa lata starszy od kolejnej grochowskiej świątyni – kościoła pw. Najczystszego Serca Maryi.
Po tym okresie nadeszła kolejna faza rozwoju przemysłu; na Kamionku zaczęły działalność kolejne zakłady: Fabryka Aparatów Optycznych i Precyzyjnych H. Kolberga, Państwowe Zakłady Tele- i Radiotechniczne („Dzwonkowa”), oraz Towarzystwo Budowy Motorów „Perkun” pod nr. 309/313.
Niezwykłe ożywienie budowlane nadeszło po 1933. Powstało wtedy do wybuchu wojny kilkadziesiąt domów w wysokości od dwóch do pięciu pięter. Standard tych domów był przeciętny; na pewno niższy od zabudowywanej wtedy Puławskiej, ale nie niższy niż przy Górczewskiej czy Wolskiej.
W latach 1934–1935 ulica otrzymała nowy granitowy bruk; jednocześnie przygotowywano się do poszerzenia ulicy. W 1937 odwrócono numerację zgodnie z biegiem Wisły. Wcześniej zaczynała się ona od ul. Lubelskiej. Wtedy dawny nr 1 przy ul. Lubelskiej otrzymał nr 354. 
W okresie międzywojennym w domu nr 172 mieścił się XVII komisariat Policji Państwowej.
Zabudowa ulicy ucierpiała w czasie obrony Warszawy we wrześniu 1939. Na ulicy toczyły się walki pomiędzy polskimi obrońcami i atakującymi oddziałami niemieckimi. W okresie okupacji niemieckiej nadano jej niemiecką nazwę Ostenstrasse. W ostatnich miesiącach wojny zniszczeniu uległy niemal wszystkie obiekty przemysłowe, ale zabudowa mieszkaniowa w większości ocalała.
W 1952 zamknięto kolejkę wąskotorową do Karczewa. W 1959 usunięto z ulicy szyny kolejki. W 1960 poszerzono jezdnię do dzisiejszej szerokości; jednocześnie zalano asfaltem bruk, dobrze zachowany mimo wojny i upływu czasu.
Zabudowań Grochowskiej nie ominęły rozbiórki: zburzony został dobrze zachowany dwór pod nrem 168, liczący wtedy około 160 lat. Po 1960 zburzono niemal wszystkie zabudowania drewniane. Kolejne domy rozebrano po 2005. Szereg kolejnych, już wysiedlonych, oczekuje na prawdopodobną rozbiórkę.

## Ważniejsze obiekty
- Park Obwodu Praga Armii Krajowej

Park położony jest między ulicami: Grochowską, Podskarbińską, Kobielską i Weterynaryjną. Po II wojnie światowej aż do 2005 park nosił imię Hanki Sawickiej, obecną nazwę nadano w 2005. Na początku września 2006 park po rocznej renowacji (zbudowano w nim m.in. plac zabaw i fontannę) został ponownie otwarty dla mieszkańców.
- Park im. płk. Jana Szypowskiego „Leśnika”

Park położony jest w okolicach Dworku Grochowskiego, na terenie zieleńca znajduje się ośrodek sportowy TKKF, ogród jordanowski oraz plac zabaw. Od końca lat 50. XX wieku park nosił nazwę: 13 września 1944, następnie od 1990: Piotra Wierzbickiego, w 2005 na wniosek Rady Dzielnicy park nazwano: Jana Szypowskiego „Leśnika”.
- Dworek Grochowski

Według legendy podczas bitwy grochowskiej był kwaterą Józefa Chłopickiego. Historycy jednak wskazują datę powstania dworku na lata 1835–1840, więc po powstaniu listopadowym. W 1915 w dworku działała polska szkoła, w której uczyła i swe wiersze pisała Pola Gojawiczyńska. W 1924 dworek kupił i gruntownie wyremontował Andrzej Wierzbicki. Dziś w dworku działa szkoła muzyczna.
- Cmentarz Kamionkowski

Cmentarz Kamionkowski znajduje się na terenie konkatedry Matki Bożej Zwycięskiej. Cmentarz czynny był od XVI do XIX wieku, później pochówków dokonywano na cmentarzu Bródnowskim. Na cmentarzu znajduje się symboliczny nagrobek Jakuba Jasińskiego.
- Pomnik Budowy Szosy Brzeskiej

Pomnik odsłonięty 21 maja 1825 z inicjatywy Stanisława Staszica powstał w celu upamiętnienia faktu zbudowania szosy z Warszawy do Brześcia (dzisiejszej ulicy Grochowskiej).
Ponadto przy Grochowskiej znajdują się:
- Grochowska 194/196 – Budynek zakładu wychowawczego braci albertynów
- Grochowska 224 – Budynek piekarni Teodora Reicherta
- Grochowska 272 – Budynek dawnego Wydziału Weterynaryjnego SGGW, siedziba orkiestry Sinfonia Varsovia
- Grochowska 274 – Urząd Dzielnicy Praga-Południe, przed budynkiem rzeźba Syrenka Jerzego Chojnackiego
- Grochowska 284/286 – Szkoła Wyższa Psychologii Społecznej (budynek B)
- Grochowska 301/305 – Fabryka Sprzętu Spawalniczego „Perun”
- Grochowska 316/320 − siedziba Zarządu Transportu Miejskiego
- Grochowska 346/348 – LXXII Liceum Ogólnokształcące im. Jakuba Jasińskiego w Warszawie
- Grochowska 365 – Konkatedra Matki Bożej Zwycięskiej
- Grochowska 354 − budynek dawnej Fabryki gilz Dzwon Hilarego Jeżewskiego

## Obiekty nieistniejące
- Cmentarz staroobrzędowców na Kamionku
- Uniwersam Grochów
- Państwowe Zakłady Tele- i Radiotechniczne

## Komunikacja
4 stycznia 1901 wzdłuż całej długości ulicy Grochowskiej uruchomiono Warszawską Kolej Dojazdową Jabłonowską, parową kolej wąskotorową o rozstawie torów 800 mm, łączącą Jabłonnę z Wawrem, wtedy to otwarto dwie stacje przy Grochowskiej: Rogatki Moskiewskie i Grochów. W lipcu 1915 wojska rosyjskie wysadziły w powietrze stacje Rogatki Moskiewskie, od 1916 działała ona w Rogatce Grochowskiej, pod nazwą Kamionek. W 1925 po uruchomieniu wzdłuż ulicy linii tramwajowej zaczęto podejmować kroki ku likwidacji kolejki. 7 września 1939 linie kolejki z powodu działań wojennych zawieszono, a następnie reaktywowano miesiąc później. Powstanie warszawskie ponownie uniemożliwiło kursowanie linii. Kolej Jabłonowska jako przedsiębiorstwo państwowe odrodziła się w 1945. Ostatni raz Kolej Jabłonowska wyjechała na tory przy Grochowskiej dnia 31 stycznia 1956.
Od 1925 wzdłuż ulicy Grochowskiej biegnie trasa tramwajowa, kursują nią obecnie tramwaje oraz wiele linii autobusowych, łączących Pragę ze Śródmieściem, Wolą, Rembertowem i Wawrem.

## W kulturze popularnej
- O wydarzeniach na Grochowskiej opowiada utwór Boczna nagrany przez Pablopavo i Praczasa, wydany na płycie Głodne kawałki.